# Wasserschutzpolizei Nordrhein-Westfalen

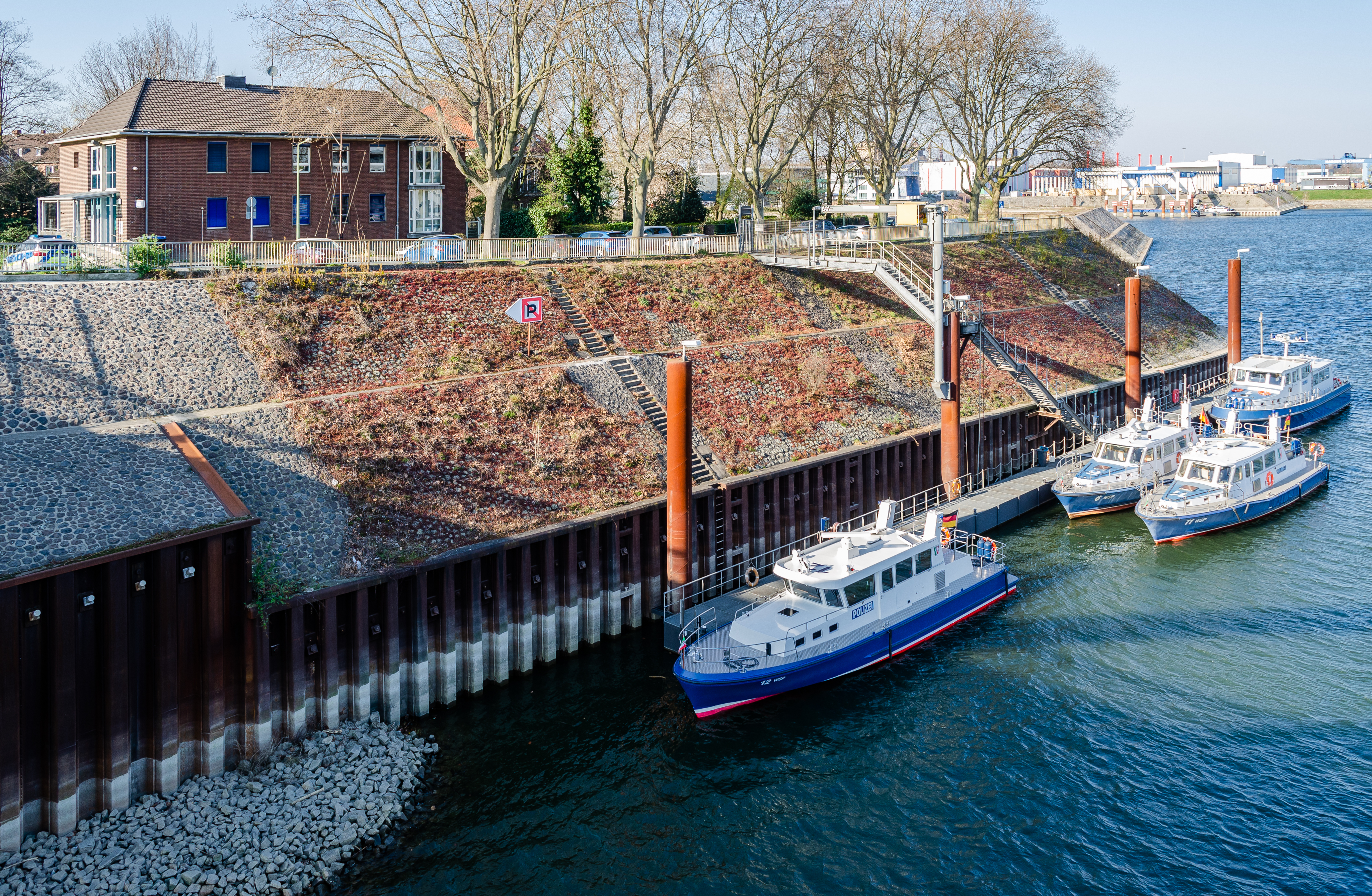
Wache Duisburg am Vinckekanal in Ruhrort mit Polizeibooten (2020)

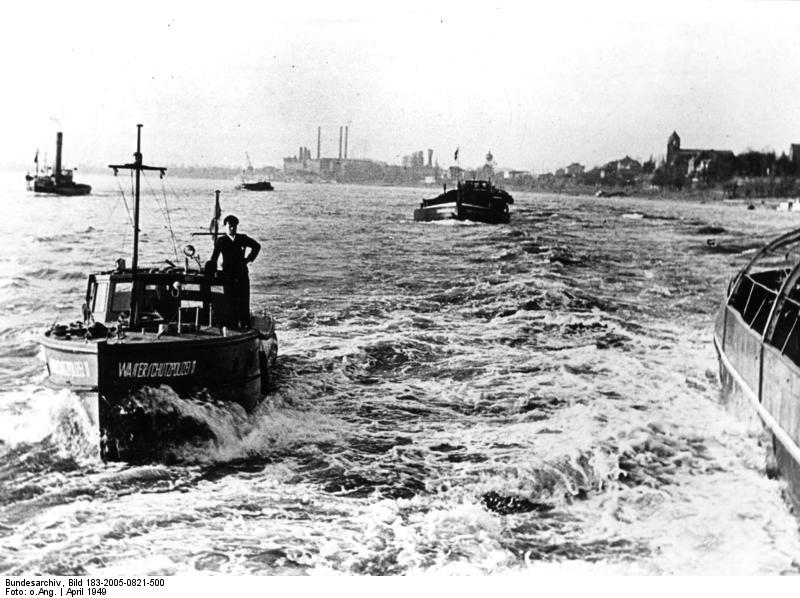
Wasserschutzpolizei auf dem Rhein (1949)

Die Wasserschutzpolizei Nordrhein-Westfalen ist ein Teil der Polizei Nordrhein-Westfalens. Sie ist landesweit zuständig für die Erforschung und Verfolgung von Straftaten auf den Wasserstraßen und in den Häfen im Land Nordrhein-Westfalen. Ihr Hauptsitz ist in Duisburg, wo sie seit 2007 als eigene Direktion des Polizeipräsidiums Duisburg organisiert ist.

## Anfänge der Wasserschutzpolizei
Für die polizeilichen Aufgaben auf Flüssen und in Häfen war bis in das 20. Jahrhundert hinein die jeweilige lokale Polizeibehörde zuständig, eine eigene Wasserschutzpolizei bestand noch nicht. Die daraus resultierenden organisatorischen und technischen Probleme machten sich auch und gerade im Rheinland bemerkbar, wo der Rhein schon seit jeher als eine der größten und verkehrsreichsten Binnenwasserstraßen eine immense Rolle für Bevölkerung und Wirtschaft spielte. 1919 wurde die Reichswasserschutzpolizei gegründet, die erste Reichspolizeibehörde überhaupt, die de facto aber nur in Preußen und Sachsen bestand. Jedoch durfte diese Reichswasserschutzpolizei im entmilitarisierten Rheinland nicht aktiv werden, so dass bald darauf die preußische Rheinpolizei geschaffen wurde, die – ähnlich der Landjägerei (Gendarmerie) – sicherheits- und kriminalpolizeiliche Aufgaben übernahm und der Aufsicht durch Oberpräsidenten und Innenminister unterstand. 1931 wurde die Reichswasserschutzpolizei aufgelöst und ihre bisherigen Kompetenzen an die Länder übertragen; in Preußen firmierte die entsprechende Polizeibehörde erst als Hafen- und Schifffahrtsschutzpolizei, dann als Wasserschutzpolizei. 1937 wurden preußische Wasserschutzpolizei und preußische Rheinpolizei (wie die badische, bayerische und hessische Rheinpolizei auch) wieder dem Reich unterstellt.
Die Wasserschutzpolizei war durch Kriegseinwirkungen 1945 praktisch nicht mehr existent. Die britische Besatzungsmacht verzichtete – wohl angesichts der hohen Bedeutung der Rheinschiene für die Binnenschifffahrt und einer nur mittelbaren Verstrickung in NS-Verbrechen – auf eine endgültige Auflösung und leitete stattdessen einen Neuaufbau ein. Neu gegründet wurden zwei Wasserschutzpolizeigruppen: Wasserschutzpolizeigruppe Rhein (Sitz in Köln) mit den Wasserschutzpolizeiabschnitten A (Köln) (Wasserschutzpolizeistationen Bonn, Köln, Düsseldorf) und B (Duisburg) (Wasserschutzpolizeistationen Duisburg, Wesel, Emmerich) sowie die Wasserschutzpolizeigruppe Recklinghausen (ab 1949 Wasserschutzpolizeigruppe Westdeutsche Kanäle) (Sitz in Münster) mit den Wasserschutzpolizeiabschnitten Hannover (Wasserschutzpolizeistationen Minden, Bevergern, Braunschweig) und Recklinghausen (Herne, Essen-Dellwig, Henrichenburg, Dortmund). Die Wasserschutzpolizei unterstand ab 1947 direkt dem Innenministerium des Landes Nordrhein-Westfalen und stellte damit (im Gegensatz zu den kommunalen Regierungsbezirks- und Stadtkreispolizeien) eine staatliche Polizeibehörde dar.

## Die Wasserschutzpolizei als Teil der nordrhein-westfälischen Polizei

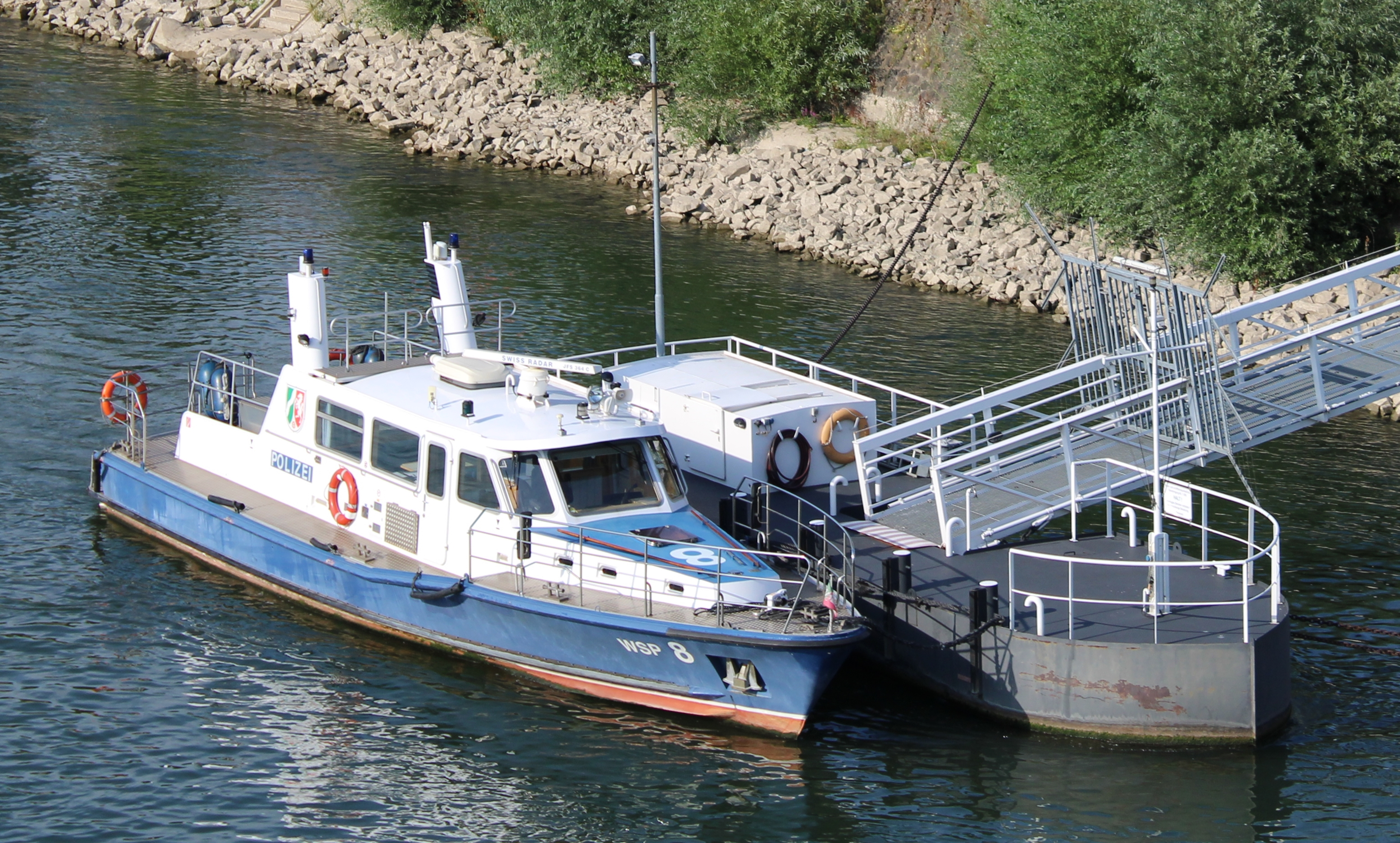
Einsatzboot WSP 8 der Bonner Wasserschutzpolizei am Rhein-Anleger (2019)

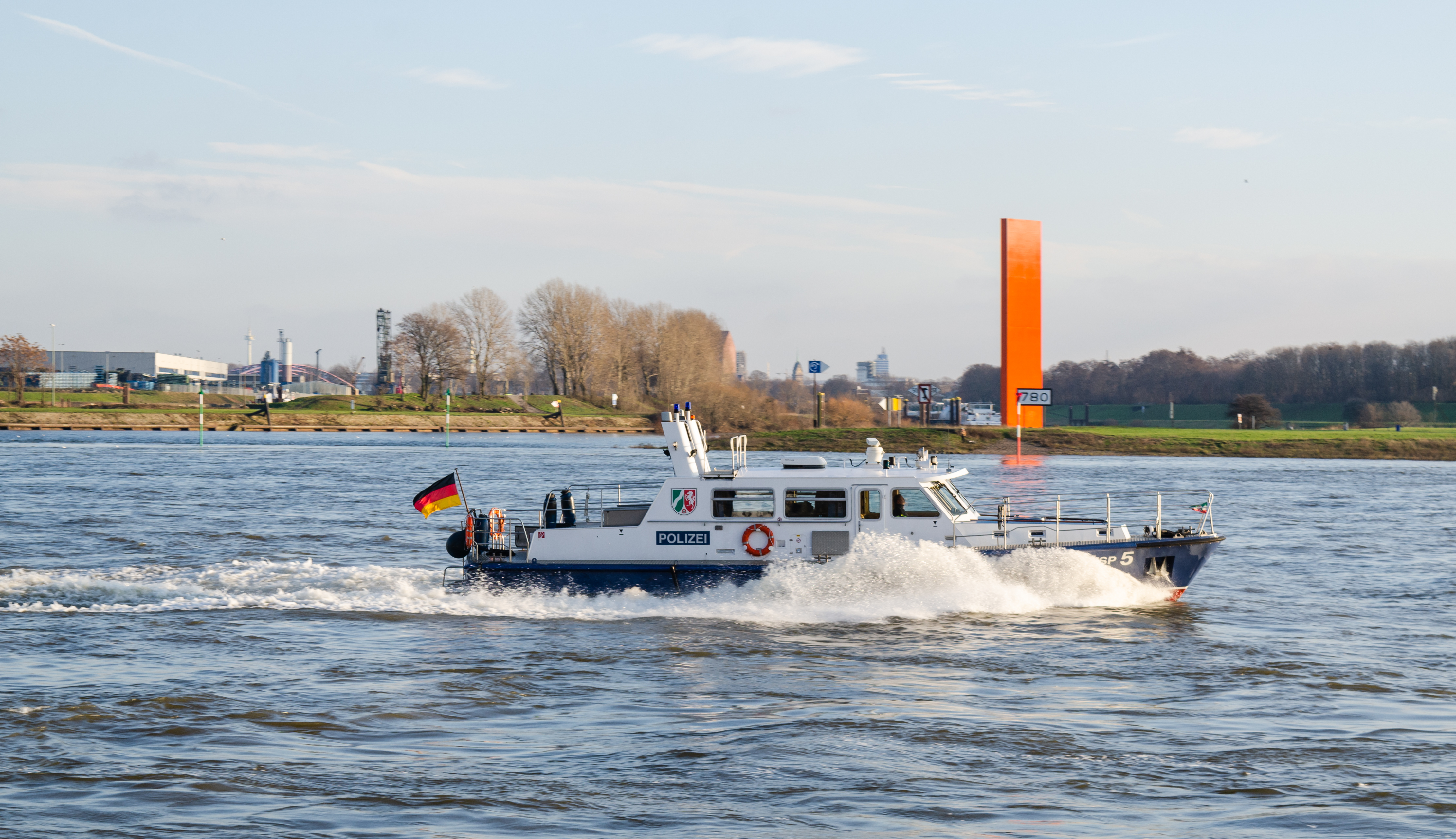
Boot WSP 5 auf dem Rhein vor der Rheinorange in Duisburg

Mit dem Inkrafttreten des Polizeiorganisationsgesetzes vom 11. August 1953 wurde die gesamte Polizei in staatliche Aufsicht überführt und die Wasserschutzpolizei somit zu einer nordrhein-westfälischen Kreispolizeibehörde neben 78 anderen. Ihr genauer Aufgabenbereich umfasste alle schiffbaren Wasserstraßen in Nordrhein-Westfalen, dazu die Uferstrecken und die Häfen sowie allgemein alle Anlagen, die zu den Wasserstraßen gehörten. Namentlich bezog sich diese Zuständigkeit auf Rhein, Ruhr, Weser, (z. T. auf niedersächsischem Gebiet), Ems, Rhein-Herne-Kanal, Wesel-Datteln-Kanal, Datteln-Hamm-Kanal, Dortmund-Ems-Kanal, Mittellandkanal (z. T. auf niedersächsischem Gebiet) und Stichkanal Osnabrück (gänzlich auf niedersächsischem Gebiet). In diesem Polizeibezirk hatte die Wasserschutzpolizei den Schiffsverkehr zu überwachen und Schiffsunfälle zu bekämpfen, den Transport gefährlicher Güter zu überwachen, Gewässerverunreinigungen zu bekämpfen und in Verbindung mit der eigenen Kriminalpolizei Verbrechen zu verhindern bzw. aufzuklären. (Die eigene Kriminalpolizei war ein deutschlandweites Unikum der Wasserschutzpolizei in Nordrhein-Westfalen.)
Organisatorisch wurden die beiden Wasserschutzpolizeigruppen Rhein und Westdeutsche Kanäle zur Wasserschutzpolizeidirektion Nordrhein-Westfalen zusammengeführt, die ihren Sitz in Duisburg nahm, der Stadt mit dem größten Binnenhafen Europas. Eine Untergliederung in zwei Abschnitte fand statt: Wasserschutzpolizeiabschnitt Köln (mit den Wasserschutzpolizeistationen Bonn, Grafenwerth, Köln, Wesseling, Düsseldorf, Duisburg, Ruhrschleuse, Wesel, Emmerich) und Wasserschutzpolizeiabschnitt Münster (mit den Wasserschutzpolizeistationen Essen-Dellwig, Essen-Werden, Herne, Dorsten, Datteln, Dortmund, Münster, Bevergern, Bramsche, Minden, Petershagen). Trotz der Zuständigkeit der Wasserschutzpolizeidirektion in mehreren Regierungsbezirken fungierte allein der Regierungspräsident in Düsseldorf als Aufsichtsbehörde.
1953 wurden durch Staatsvertrag die wasserschutzpolizeilichen Zuständigkeiten zwischen den Ländern Niedersachsen und Nordrhein-Westfalen geregelt, was mancherorts zu grenzübergreifenden Zuständigkeiten führte. 1955 wurden die Zuständigkeiten von Wasserschutzpolizeidirektion Nordrhein-Westfalen und bundeseigener Wasser- und Schifffahrtsdirektion abgegrenzt.
Von 1953 bis 1982 bildete die Wasserschutzpolizeidirektion, von 1983 bis 2006 das Wasserschutzpolizeipräsidium Nordrhein-Westfalen in Duisburg eine eigene Kreispolizeibehörde. Seit 2007 hat die Wasserschutzpolizei keinen Status als eigenständige Polizeibehörde mehr, sondern ist dem Polizeipräsidium Duisburg untergeordnet, wo sie eine eigene Direktion neben den üblichen Direktionen Zentrale Aufgaben, Gefahrenabwehr/Einsatz, Kriminalität und Verkehr bildet. Unterhalb der Direktion Wasserschutzpolizei bestehen lokale Wasserschutzpolizeiwachen (in Bergeshövede, Bonn, Datteln, Düsseldorf, Duisburg, Emmerich, Essen, Köln, Minden, Münster und Wesel) sowie das Zentrale Kriminalitätskommissariat.
Stand 2019 hat die WaPo in NRW einen Personalbestand von circa 275 Beamten in 15 Dienststellen zur Überwachung von 900 km Wasserwegen zwischen Duisburg, Bonn, Emmerich und Minden.

## Zuständigkeit der Wasserschutzpolizei
Gemäß der aktuellen Wasserschutzpolizeiverordnung vom 3. November 2009 ist die Wasserschutzpolizei zuständig für die Erforschung und Verfolgung von Straftaten, die in oder auf schiffbaren Wasserstraßen einschließlich der Nebenarme, Altarme, Wehrarme, Hafenbecken, Seen sowie auf Inseln und auf allen im Zusammenhang mit der Schifffahrt stehenden Anlagen und Einrichtungen begangen werden. Zudem ist sie zuständig für die Erforschung und Verfolgung von Umweltstraftaten. Diese Zuständigkeit erstreckt sich auf das gesamte Land Nordrhein-Westfalen sowie einige Wasserstraßen in Niedersachsen (Mittellandkanal im Landkreis Osnabrück, Stichkanal Osnabrück). Die Wasserschutzpolizeidirektion besitzt nicht den Status einer Kriminalhauptstelle, weshalb sie für bestimmte schwere Straftaten nicht zuständig ist, z. B. vorsätzliche Tötung, erpresserischer Menschenraub oder organisierte Kriminalität, auch wenn diese Straftaten in ihrem Polizeibezirk verübt werden. In solchen Fällen ist die Kriminalhauptstelle für die Strafverfolgung zuständig, in deren Polizeibezirk der wasserschutzpolizeiliche Tatort liegt.

## Leitung
Bisherige Polizeipräsidenten der Wasserschutzpolizei NRW
- 1983–1986:  Jakob Jülicher
- 1986–1993: Dierk Henning Schnitzler
- 1994–2006: Wolfgang Tiebel

Bisherige Leiter der Direktion Wasserschutzpolizei (WSP) des Polizeipräsidiums Duisburg
- 2007–2011: Lutz Bauer
- 2011–2018: Wolfram Elsner
- 2019–2021: Björn Ekhoff
- seit 2022: Markus Gietenbruch